# Réserve écologique Chicobi
Pour les articles homonymes, voir Chicobi.
La réserve écologique Chicobi est située à Lac-Chicobi, près du village de Guyenne au Canada. Ce site est protégé car il représente un bon aperçu de la région de l'Abitibi avant la colonisation. Le nom de la réserve provient du lac voisin de la réserve dont le nom signifie "où il n'y a pas d'îles" en algonquin.

En 1966, le chanoine André Asselin organise à cet endroit les premiers stages scientifiques pour les jeunes qui deviendront le Camp-École Chicobi qui a accueilli des jeunes intéressés par la science pendant une cinquantaine d'années.